# Tilburgse derby
De Tilburgse derby was een voetbalwedstrijd tussen de clubs LONGA, NOAD en Willem II. Alle clubs kwamen uit de Noord-Brabantse plaats Tilburg. Van 1950 tot het seizoen 1967/68 is de wedstrijd gehouden in het semi-professionele voetbal. LONGA besloot in 1965 terug te keren naar het amateurvoetbal. Zes jaar later in 1971 moest ook NOAD noodgedwongen terugkeren naar de amateurs. Willem II is de enige overgebleven Tilburgse voetbalclub in het betaald voetbal.

## Uitslagen

### LONGA – NOAD
| Seizoen | Competitie             | Thuisploeg | Uitslag  | Uitploeg | Doelpuntenmakers                                                | Doelpuntenmakers                                                |
| Seizoen | Competitie             | Thuisploeg | Uitslag  | Uitploeg | Thuisploeg                                                      | Uitploeg                                                        |
| ------- | ---------------------- | ---------- | -------- | -------- | --------------------------------------------------------------- | --------------------------------------------------------------- |
| 1950/51 | Eerste klasse 1950/51  | LONGA      | 4–1      | NOAD     | Onbekend                                                        | Onbekend                                                        |
| 1950/51 | Eerste klasse 1950/51  | NOAD       | 1–1      | LONGA    | Onbekend                                                        | Onbekend                                                        |
| 1960/61 | KNVB beker 1960/61     | LONGA      | Afgelast | NOAD     | De wedstrijd had geen invloed meer op de eindstand in de groep. | De wedstrijd had geen invloed meer op de eindstand in de groep. |
| 1962/63 | Tweede divisie 1962/63 | LONGA      | 2–1      | NOAD     | Jan Meijer, Louis de Zwart                                      | F. van Broekhoven                                               |
| 1962/63 | Tweede divisie 1962/63 | NOAD       | 3–2      | LONGA    | Theo Netten, Henk Zieltjens, Piet Dankers                       | Wim van Diessen, Henk van Erp                                   |
| 1963/64 | Tweede divisie 1963/64 | LONGA      | 1–1      | NOAD     | Jef Maas                                                        | Theo Netten                                                     |
| 1963/64 | Tweede divisie 1963/64 | NOAD       | 3–2      | LONGA    | Theo Netten, Henk Zieltjens, Jan van de Luijtgaarden            | Jef Maas, Heinz Blüme                                           |
| 1964/65 | Tweede divisie 1964/65 | LONGA      | 1–1      | NOAD     | Ad Smolders                                                     | Ad Brekelmans                                                   |
| 1964/65 | Tweede divisie 1964/65 | NOAD       | 4–0      | LONGA    | Theo Netten (3x), Frans van de Luijtgaarden                     |                                                                 |

### LONGA – Willem II
| Seizoen | Competitie            | Thuisploeg | Uitslag | Uitploeg  | Doelpuntenmakers               | Doelpuntenmakers                                                            |
| Seizoen | Competitie            | Thuisploeg | Uitslag | Uitploeg  | Thuisploeg                     | Uitploeg                                                                    |
| ------- | --------------------- | ---------- | ------- | --------- | ------------------------------ | --------------------------------------------------------------------------- |
| 1950/51 | Eerste klasse 1950/51 | LONGA      | 0–2     | Willem II |                                | Onbekend                                                                    |
| 1950/51 | Eerste klasse 1950/51 | Willem II  | 0–1     | LONGA     | Onbekend                       |                                                                             |
| 1952/53 | Eerste klasse 1952/53 | LONGA      | 0–2     | Willem II |                                | Onbekend                                                                    |
| 1952/53 | Eerste klasse 1952/53 | Willem II  | 5–2     | LONGA     | Onbekend                       | Onbekend                                                                    |
| 1960/61 | KNVB beker 1960/61    | LONGA      | 3–6     | Willem II | Jan Meijer (2x), Leo Villevoye | Coy Koopal (4x), Piet Timmermans, Kees Aarts                                |
| 1994/95 | KNVB beker 1994/95    | LONGA      | 0–11    | Willem II |                                | Hans van Arum (7x), Jean-Paul van Gastel (2x), Louis Laros, Marc van Hintum |

### NOAD – Willem II
| Seizoen | Competitie            | Thuisploeg | Uitslag | Uitploeg  | Doelpuntenmakers                    | Doelpuntenmakers                 |
| Seizoen | Competitie            | Thuisploeg | Uitslag | Uitploeg  | Thuisploeg                          | Uitploeg                         |
| ------- | --------------------- | ---------- | ------- | --------- | ----------------------------------- | -------------------------------- |
| 1950/51 | Eerste klasse 1950/51 | NOAD       | 0–3     | Willem II |                                     | Onbekend                         |
| 1950/51 | Eerste klasse 1950/51 | Willem II  | 2–1     | NOAD      | Onbekend                            | Onbekend                         |
| 1952/53 | Eerste klasse 1952/53 | NOAD       | 2–2     | Willem II | Onbekend                            | Onbekend                         |
| 1952/53 | Eerste klasse 1952/53 | Willem II  | 5–0     | NOAD      |                                     | Onbekend                         |
| 1956/57 | Eredivisie 1956/57    | Willem II  | 1–2     | NOAD      | Jan van Roessel                     | Jan Meijer, Ruud de Chêne        |
| 1956/57 | Eredivisie 1956/57    | NOAD       | 1–0     | Willem II | Frits Louer                         |                                  |
| 1958/59 | Eredivisie 1958/59    | NOAD       | 1–2     | Willem II | Rinus Bennaars                      | Coy Koopal (2x)                  |
| 1958/59 | Eredivisie 1958/59    | Willem II  | 1–2     | NOAD      | Ad Smolders                         | Jan Meijer (2x)                  |
| 1960/61 | Eredivisie 1960/61    | Willem II  | 0–2     | NOAD      |                                     | Johnny van der Velde, Theo Kraan |
| 1960/61 | Eredivisie 1960/61    | NOAD       | 0–2     | Willem II |                                     | Coy Koopal, Jan Brooijmans       |
| 1960/61 | KNVB beker 1960/61    | NOAD       | 0–0     | Willem II |                                     |                                  |
| 1965/66 | KNVB beker 1965/66    | NOAD       | 2–3     | Willem II | Piet Dankers, Herman Tijssen (e.d.) | Willy Senders (2x), Rini Mettes  |
| 1967/68 | KNVB beker 1967/68    | Willem II  | 1–1     | NOAD      | Gerrie Saris                        | Cas Janssens                     |